# تورو کابوراگی
تورو کابوراگی (انگلیسی: Toru Kaburagi؛ زادهٔ ۱۸ آوریل ۱۹۷۶) بازیکن فوتبال اهل ژاپن است.
از باشگاه‌هایی که در آن بازی کرده‌است می‌توان به باشگاه فوتبال آلبیرکس نیگاتا و باشگاه فوتبال توکیو اشاره کرد.